# هونک
هونک، روستایی از توابع بخش سرباز شهرستان سرباز در استان سیستان و بلوچستان ایران است.

## جمعیت
این روستا در دهستان سرباز قرار دارد و براساس سرشماری مرکز آمار ایران در سال ۱۳۸۵، جمعیت آن ۴۹ نفر (۹خانوار) بوده‌است.